# 选举报
《选举报》（波蘭語：Gazeta Wyborcza，波蘭語發音：[ɡaˈzɛta vɨˈbɔrtʂa]）创刊于1989年，总部位于波兰首都华沙。是东欧剧变后波兰第一家完全独立的报纸。

## 简介
1989年5月8日创刊。当时波兰人民共和国政府为了抑制社会骚乱，与波兰團結工聯和其他反对派举行了圆桌会议。这也致使首次自由选举的到来。由于《选举报》的信息支持，團結工聯在当年获得了绝大多数选民的支持。
该报的创始人是安杰伊·瓦伊达、亚历山大·帕策茨基和兹比格涅夫·布扎克。其箴言是：“没有團結就没有自由”。报纸最初由波兰的阿戈拉集团所有，后来被美国考克斯传播集团买下。1993年改称“考克斯企业”。
自成立以来，该报的總編輯一直是波兰著名记者及社会活动家亚当·米奇尼克，是由总统莱赫·瓦文萨直接任命的。该报为自由主义立场的日报，采用紧凑型版式排版。
该报在21世纪初是波兰全国发行量最大的日报。但是在2010年代初经历了严重的读者流失。
该报有许多地方版，在华沙、比亚韦斯托克、比得哥什、琴斯托霍瓦、格但斯克、大波蘭地區戈茹夫、卡托维兹、克拉科夫、凯尔采、卢布林、罗兹、奥尔什丁、奥波莱、普沃茨克、波茲南、拉多姆、热舒夫、什切青、托伦、弗罗茨瓦夫和綠山城都有发行。

## 统计
来源：ZKDP
注释：印刷总量（蓝色），发行量（绿色）和销售量（粉红色）

## 争议
《选举报》在对共产主义政权、波兰-犹太人关系和立陶宛波兰少数民族群体等争议性问题的报道上歪曲事实，因而受到其他媒体的批评。